# Жовч
Жовч — секрет гепатоцитів (печінкових клітин) світло-жовтого кольору лужної реакції (pH — 7,3-8,0). Впродовж доби у людини утворюється до 1500 мл жовчі. У жовчному міхурі відтінок жовчі темний (до бурого). До складу жовчі входять жовчні кислоти — глікохолева й таурохолева. Це парні кислоти, зв'язані з таурином і амінокислотою гліцином; вільних жирних кислот міститься лише невелика кількість. У людини у формі глікохолевих знаходиться до 80 % всіх жовчних кислот, а таурохолевих — 20 %. Забарвлення жовчі пов'язане з пігментами білірубіном та білівердином.
Білірубін утворюється з гемоглобіну при руйнуванні еритроцитів. У людини й м'ясоїдних тварин переважає саме цей пігмент золотаво-жовтого забарвлення. З пігментів жовчі утворюються пігменти сечі й калу, за добу з жовчю виділяється до 300 мг білірубіну.
Крім того, до складу жовчі входять холестерин, лецитин, муцин, неорганічні компоненти, продукти обміну. Жовч, що потрапляє в кишку із жовчного міхура, ферментів не має.
Жовч виводить з організму частину холестерину, який синтезується в печінці (у людини 1 г на добу). Його концентрація в жовчі мало залежить від його вмісту в їжі й крові. Ферменти жовчі — амілаза, фосфатаза, протеази тощо, проте їх роль у перетравленні продуктів харчування незначна. З мінеральних компонентів крім катіонів, що входять до складу солей жовчної кислоти (холатів), в жовчі містяться хлориди натрію й калію, фосфати, кальцій, залізо, магній, сліди міді.

## Функції жовчі
Вона:
- емульгує жири,
- активує ліпазу,
- сприяє всмоктуванню продуктів гідролізу жирів,
- посилює дію ферментів підшлункового й кишкового соку,
- гідролізує поживні речовини їжі власними ферментами,
- підвищує тонус і посилює перистальтику кишки,
- виводить з організму продукти обміну,
- виконує регуляторну функцію.

У тонкій кишці до 95 % жовчних кислот активно реабсорбуються і по системі ворітної вени повертаються до печінки і знову надходять до складу жовчі (печінково-кишковий кругообіг). За добу цей цикл повторюється 6—10 разів.